# المواقف في علم الكلام (كتاب)
المواقف هو كتاب في علم الكلام من تأليف القاضي عضد الدين الإيجي، وقد استند في تأليفه على كتب الإمام فخر الدين الرازي وكتب سيف الدين الآمدي، وله شروح عديدة أفضلها شرح الشريف الجرجاني وشمس الدين الكرماني شارح صحيح البخاري، وعلى الكتاب حواشٍ مفيدة أشهرها لعبد الحكيم السيالكوتي ويوسف الكرماستي وغيرهم كثير.

## موضوع الكتاب
يعد كتاب «المواقف» من الكتب المهمة في مجال العقائد، فقد بين عضد الدين الإيجي فيه مراتب العلوم ودرجاتها بقوله: «إن أرفع العلوم مرتبة ومنقبة، وأعلاها فضيلة ودرجة، وأنفعها فائدة وأجداها عائدة، وأحراها بعقد الهمة بها، وإلقاء الشراشر عليها، علم الكلام المتكفل بإثبات الصانع وتوحيده في الألوهية وتنزيهه عن مشابهة الأجسام، واتصافه بصفات الجلال والإكرام، (أي بصفات العظمة والإحسان إلى المخلصين من عباده، أو بالصفات السلبية والثبوتية أو القهر واللطف)، وإثبات النبوة التي هي أساس الإسلام، (بل لا مرتبة أشرف منها بعد الألوهية)، وعليها مبنى الشرائع والأحكام. (فعلى علم الكلام بناء العلوم الشرعية والأحكام الفقهية، إذ لولا ثبوت الصانع بصفاته لم يتصور علم التفسير والحديث ولا علم الفقه وأصوله)، وبه يترقى في الإيمان باليوم الآخر، من درجة التقليد إلى درجة الإيقان، وذلك (الإيقان) هو السبب للهدى والنجاح في الدنيا والفوز والفلاح (في العقبى، فوجب أن يعتنى بهذا العلم كل الاعتناء)، وأنه في زماننا هذا قد اتخذ ظهريا، وصار طلبه عند الأكثرين شيئا فريا (بديعا عجيبا وقيل مصنوعا مختلفا)، لم يبق منه (من علم الكلام) بين الناس إلا قليل ومطمح نظر من يشتغل به على الندرة قال وقيل، فوجب علينا أن نرغب طلبة زماننا في طلب التدقيق، ونسلك بهم في ذلك العلم مسالك التحقيق.»
ثم شرع في تفصيل هذه الكتب مع وقوفه على أخطائها، وذلك في ابتعاد أصحابها عن الصواب بقوله: «وإني قد طالعت ما وقع إلي من الكتب المصنفة في هذا الفن، فلم أر فيها ما فيه شفاء لعليل (بأمراض الأهواء في الآراء)، أو رواء لغليل (لحرارة من العطش بفقدان المطالب الاعتقادية والشوق إليها لا لكثرة الاستعمال)، سيما والهمم قاصرة (مؤولة بالظرف نظرا إلى قرب الحال من ظرف الزمان).» ويلخص ما أجمله من حال تلك الكتب قائلا: «فمختصراتها قاصرة عن إفادة المرام، باختصارها المخل، ومطولاتها مع الأسآم (بما فيها من الإسهاب الممل)، مدهشة للأفهام في الوصول إلى حقائق المسائل.»
وزاد في ذلك البيان بذكر أحوال المصنفين في تصانيفهم الكلامية فقال: «فمنهم من كشف عن مقاصده القناع، (أي مقاصد علم الكلام بإزالة أستارها عنها، ولكنه) قنع من دلائله (بالإقناع بما يفيد الظن ويقنع)، ومنهم من سلك المسلك السديد (في الدلائل)، لكن يلحظ المقاصد (ينظر إليها بمؤخرة عينه) من مكان بعيد (فلم يكشفها ولم يحررها). ومنهم من غرضه نقل المذاهب (التي ذهبت إليها طوائف من الناس واستقروا عليها، والأقوال التي صدرت عمن قبله)، والتصرف (بالرفع عطفا على نقل) في وجوه الاستدلال وتكثير السؤال والجواب، ولا يبالي إلام المآل، (إلى أي شيء مرجع نقله وتصرفه وتكثيره، هل يترتب عليها ثمرة أو يزداد بها حيرة)، ومنهم من يلفق (يجمع ويضم) مغالط (شبها يغلط فيها) لترويج رأيه، ولا يدري أن النقاد من ورائه (فيزيفونها ويفضحوها)، ومنهم من ينظر في مقدمة مقدمة ويختار منها (من المقدمات التي نظر فيها) ما يؤدي إليه بادئ رأيه (بلا إمعان وتأمل، ويبني عليها مطالبه)، وربما يكر (يرجع ويحمل) بعضها (بعض تلك المقدمات على بعض) بالإبطال، ويتطرق إلى المقاصد بسبب الاختلال. ومنهم من يكبر حجم الكتاب بالبسط (في العبارة) والتكرار (في المعنى)، ليظن به أنه بحر زخار (كثير الماء مواج من زخر البحر امتد وارتفع)، ومنهم من هو كحاطب ليل، (كمن يجمع الحطب في الليل فلا يميز بين الرطب واليابس، والضار والنافع)، وجالب رَجل وخيل (والخيل الفرسان يعني كجالب العسكر بأسره ضعيفة وقوية)، يجمع ما يجده من كلام القوم، ينقله نقلا، ولا يستعمل عقلا، ليعرف أغث ما أخذه أم ثمين، وسخيف ما ألفاه ما وجده أم متين.»
وأخيرا أتى على ذكر الكتاب، وبين أنه مرتب على ستة مواقف، وذلك لأن ما يذكر فيه إما أن يجب تقديمه في علم الكلام وهو الموقف الأول في المقدمات أو لا يجب، وحينئذ إما أن يبحث فيه عما لا يختص بواحد من الأقسام الثلاثة للموجود وهو الموقف الثاني في الأمور العامة أو عما يختص، فإما بالممكن الذي لا يقوم بنفسه بل بغيره وهو الموقف الثالث في الأعراض، أو بالممكن الذي يقوم بنفسه وهو الموقف الرابع في الجواهر وإما بالواجب تعالى، فإما باعتبار إرساله الرسل وبعثه الأنبياء وهو الموقف السادس في السمعيات، أو لا باعتباره وهو الموقف الخامس في الإلهيات. والوجه في التقديم والتأخير أن المقدمات يجب تقديمها على الكل، والأمور العامة كالمبادئ لما عداها والسمعيات متوقفة على الإلهيات المتوقفة على مباحث الممكنات، وأما تقديم العرض على الجوهر فلأنه قد يستدل بأحوال الأعراض على أحوال الجواهر، كما يستدل بأحوال الحركة والسكون على حدوث الأجسام، وبقطع المسافة المتناهية في زمان متناه على عدم تركبها من الجواهر الأفراد التي لا تتناهى، ومنهم من قدم مباحث الجوهر نظرا إلى أن وجود العرض متوقف على وجوده.

## سبب التأليف
لقد أشار في مقدمة الكتاب إلى الأسباب والبواعث التي جعلته يقوم بتأليفه، حيث قال:
«فحداني وبعثني الحدب (والشفقة) على أهل الطلب لهذا العلم، ومن له في تحقيق الحق فيه أرب، إلى أن كتبت هذا كتابا مقتصدا (متوسطا) لا مطولا مملا بتطويله، ولا مختصرا مخلا (بإيجازه)، أودعته لب الألباب وميزت فيه القشر من اللباب، ولم آل جهدا (سعيا وطاقة) في تحرير المطالب (الكلامية)، وتقرير المذاهب (الاعتقادية)، وتركت الحجج تتبختر (في مشيها كالمتدلل بجماله) اتضاحا، والشبه تتحاقر افتضاحا (كالذي ظهرت قبائحه وانكشفت سوآته)، ونبهت في النقد والتزييف (للدلائل)، والهدم والترصيف، على نكت هي ينابيع التحقيق، وفقر تهدي إلى مظان التدقيق، وأنا أنظر من الموارد (مواضع الورود)، وأتأمل في المخارج قبل أن أضع قدمي في المداخل، ثم أرجع القهقري، أتأمل فيما قدمت هل فيه من قصور (فأزيله وأتمه)؟، وأرجع البصر كرة بعد أخرى هل أرى من فطور؟ (فأسده وأصلحه)، حافظا للأوضاع (التي ينبغي أن يحافظ عليها)، مشبعا (موضحا بأطنابها) في مقام الرمز والإشباع، حتى جاء كما أردت.»
ويتم حديثه وهو يشرح سبب تدوينه هذا المصنف إذ يقول: «وكنت برهة من الزمان أجيل رأيي، وأردد قداحي، وأؤامر نفسي وأشاور ذوي النهى من أصدقائي، مع تعدد خاطبيها، (ومن جملة خاطبيها سلطان الهند محمد شاه جونه)، وكثرة الراغبين فيها، أزفها إليه يعرف قدرها، ويغلي مهرها، موفق (من عند الله له) مواقف، يعز الدين فيها بالسيف والسنان، وهو متطلع إلى مواقف ينصره فيها بالحجة والبرهان، فإن السيف القاضب القاطع إذا لم تمض الحجة حده -كما قيل- مخراق لاعب، حتى وقع الاختيار على من لا يوازن، وهو غني عن أن يباهى وأجل من أن يباهى، وهو أعظم من ملك البلاد وساس العباد شأنا، وأعلاهم منزلا ومكانا... جمال الدنيا والدين أبو إسحاق...»

## شروح الكتاب
كتب الله لهذا الكتاب القبول وسعة الانتشار، وصار مرجعاً لا يستغنى عنه العلماء والطلبة على حد سواء، وقد تناوله عدد كبير من العلماء بالشرح والتعليق، ومن شروحه:
- ـ شرح المواقف، لمحمد بن يوسف بن علي الكرماني، المتوفى سنة 786 هـ، ( هدية العارفين 2: 172).
- ـ شرح المواقف، لسيف الدين الأبهري، لعله سيف الدين الهروي حفيد التفتازاني المقتول سنة 916 هـ، (كشف الظنون: 1891).
- ـ شرح المواقف، علي بن محمد الجرجاني المتوفى سنة 816 هـ، (الفوائد البهية: 121). وعلى هذا الشرح كل ما كتب على المواقف من حواش وشروح:
- ـ حاشية على شرح المواقف، محمد بن أحمد بن عثمان بن نعيم البساطي، المتوفى سنة 842 هـ، (شجرة النور: 241).
- ـ تعليق على شرح السيد على المواقف، خضر شاه بن عبد اللطيف المنتشوي الرومي الحنفي، المتوفي سنة 853 هـ، (هدية العارفين1: 346).
- ـ حاشية على شرح الجرجاني، سيد علي العجمي، المتوفى سنة 860 هـ، (الفوائد البهية: 81).
- ـ حاشية على شرح المواقف، علي بن يحيى السمرقندي القرماني، المتوفي سنة 860 هـ، (هدية العارفين 1: 733).
- ـ حاشية على شرح السيد، حسين جلبي بن محمد شاه بن علاء الدين علي بن يوسف الفناوي، المتوفى سنة 886 هـ (الفوائد البهية: 64)، وعلى هذه الحاشية تقريران:

1. حاشية على حاشية حسن جلبي، علي جلبي بن أمر الله الحنائي، المتوفى سنة 979 هـ، (هدية العارفين1: 748).
2. تعليقات على حاشية الفناري، عبد الله بن حسن الكنغري، (سزكين: 680).

- ـ حاشية على شرح المواقف، علاء الدين علي بن محمد الطوسي الرومي، المتوفى سنة 887 هـ، (هدية العارفين 1: 737).
- ـ تعليقات على أوائل شرح المواقف، فتح الله بن شكر الله الشرواني، المتوفى سنة 891 هـ، (الفوائد البهية: 153).
- ـ حاشية على إلهيات شرح المواقف، حسن بن عبد الصمد السامسوني، المتوفى سنة 891 هـ، ( كشف الظنون: 1893).
- ـ حاشية على شرح المواقف، مصطفى بن يوسف المعروف بخواجه زاده، المتوفى سنة 893 هـ، (كحالة 12: 291).
- ـ حاشية على مباحث الاعتراض من شرح المواقف، سنان الدين يوسف بالي بن محمد يكان بن أرمغان الآيديني البرسوي المعروف بابن يكان، المتوفى سنة 895 هـ، (هدية العارفين 2: 562).
- ـ حاشية على شرح المواقف، قاسم بن عبد الله المدرس الشهير بعذاري الكرمياني، المتوفى سنة 901 هـ، (هدية العارفين 1: 831).
- ـ حاشية على أوائل شرح المواقف، محيي الدين محمد بن تاج الدين إبراهيم الرومي المعروف بابن الخطيب، المتوفى سنة 901 هـ، (الفوائد البهية: 104).
- ـ حاشية على شرح الجرجاني، مسعود الشيرازي، المتوفى سنة 905 هـ، (كشف الظنون: 1893).
- ـ حاشية على شرح المواقف للجرجاني، يوسف بن حسين الكرماستي، المتوفى سنة 906 هـ، (كشف الظنون: 1893).
- ـ أسئلة على شرح المواقف للسيد الجرجاني، سيد الحميدي القسطنطيني، المتوفى سنة 912 هـ، (كحالة 4: 85).
- ـ تكملات الأدب (حاشية على شرح المواقف للسيد الشريف الجرجاني)، إسماعيل القرماني المعروف بقرة كمال، المتوفى سنة 920 هـ، (كحالة 2: 287).
- ـ تعليق على أوائل شرح المواقف، عبد الرحمن الأماسي المعروف بمؤيد زاده، المتوفى سنة 922 هـ، (كشف الظنون: 1892).
- ـ تعليق على شرح المواقف للجرجاني، قوام الدين يوسف بن حسن الحسيني الشيرازي الرومي المعروف بقاضي بغداد، المتوفى سنة 922 هـ، (هدية العارفين 2: 564).
- ـ حاشية على شرح المواقف، حسام الدين حسين بن عبد الرحمن التوقادي المفتي بكوتاهية المعروف بابن المدرس، المتوفى سنة 926 هـ، (هدية العارفين 1: 317).
- ـ حاشية على شرح المواقف للسيد، محمد شاه بن علي بن يوسف بن بالي الفناري، المتوفى سنة 929 هـ، (هدية العارفين 2: 23).
- ـ حاشية على شرح المواقف، نور الدين يوسف بن عبد الله القرة سي الباليكسري الرومي الحنفي المعروف بصارى كرز، المتوفى سنة 934 هـ، (هدية العارفين 2: 565).
- ـ حاشية على شرح المواقف، أحمد بن سليمان ابن كمال باشا، المتوفى سنة 940 هـ، (هدية العارفين 1: 141).
- ـ حاشية على شرح المواقف، إبراهيم بن محمد بن عربشاه الأسفرايني المعروف بعصام الدين، المتوفى سنة 944 هـ، (هدية العارفين1: 26).
- ـ حاشية على شرح المواقف، عوض بن عبد الله العلائية وي، المتوفى سنة 944 هـ، (هدية العارفين 1: 804).
- ـ حاشية على شرح الشريف على شرح المواقف، خضر بن محمد بن عمر المريزفوني العطوفي، المتوفى سنة 948 هـ.
- ـ حاشية على شرح المواقف، كمال الدين عبد الحسين بن عبد الحق الإلهي الأردبيلي، المتوفى سنة 950 هـ، (الذريعة 6: 137).
- ـ حواش على شرح المواقف، محيي الدين جلبي محمد بن علي بن يوسف الفناري الاسلامبولي المتوفى سنة 954 هـ، (الفوائد البهية: 183).
- ـ حاشية على الأمور العامة من المواقف، أحمد بن عبد الأول القزويني، المتوفى بعد سنة 954 هـ، (كشف الظنون: 1493).
- ـ تعليق على بعض مواضع من المواقف، محمد بن أحمد بن عادل جلبي البردعي الشهير بحافظ عجمي، المتوفى سنة 957 هـ، (هدية العارفين 2: 243).
- ـ حاشية على شرح الجرجاني، غرس الدين أحمد بن إبراهيم، المتوفى سنة 971 هـ، (كشف الظنون: 1492).
- ـ تعليق على شرح المواقف للجرجاني، مصطفى بن محمد بن المعمار، المتوفى 971 هـ، (هدية العارفين 2: 435).
- ـ حاشية على شرح المواقف، صالح بن جلال، المتوفى سنة 973 هـ، ( كشف الظنون: 1893).
- ـ تعليق على بعض شر ح المواقف، محمد بن صلاح الدين بن جلال الدين بن كمال الدين الناصري السعدي العبادي المعروف بمصلح الدين اللاري، المتوفى سنة 979 هـ، (هدي العارفين 2: 251).
- ـ حاشية على شرح المواقف، عبد الرحمن بن صاجلي أمير، المتوفى سنة 982 هـ، (كشف الظنون: 1893).
- ـ حواش على شرح المواقف، محمد صاري كرز زاده، المتوفى سنة 989 هـ، (كحالة 10: 79).
- ـ حاشية على شرح المواقف، حبيب الدين ميرزاجان الشيرازي، المتوفى سنة 994 هـ، (هدية العارفين1: 262).
- ـ تعليق على شرح المواقف، أبو الفضل الكازروني، (كشف الظنون: 1893).
- ـ شرح المواقف، معين الوشلي، (بروكلمان 7: 272).
- ـ حاشية على شرح المواقف، نور الدين الشهيد، المتوفى سنة 1019 هـ، (الذريعة 6: 137).
- ـ حاشية على شرح المواقف للجرجاني، عبد الحكيم بن شمس الدين السيالكوتي، المتوفى سنة 1067 هـ، (كشف الظنون: 1894).
- ـ حاشية على شرح المواقف، محمد بن حسن بن أحمد الكواكبي الحلبي، المتوفى سنة 1096 هـ، (الأعلام 6: 90).
- ـ تعليق على شرح المواقف، خضر بن يوسف طانغوز زاده، (بروكلمان 7: 274).
- ـ حاشية على شرح المواقف للجرجاني، محمد (مير زاهد) بن محمد أسلم الحسيني الهروي، المتوفى سنة 1101 هـ، (الأعلام 7: 65).

وعلى هذه الحاشية عدة حواش:
1. حاشية على شرح المواقف، محمد مبارك بن محمد أدهم الفاروقي الجونبوري العمري، المتوفى سنة 1162 هـ، (نزهة الخواطر 6: 249).
2. حاشية على حاشية المواقف، أحمد بن عبد الحق بن محمد سعيد الأنصاري اللكنوي الهندي، المتوفى سنة 1187 هـ، (معجم المطبوعات العربية بالهند: 29).
3. حاشية على حاشية شرح المواقف، ارتضا علي خان الكومباموي، (عوارف المعارف: 238).
4. حاشية على شرح المواقف، حسن بن ولي غلام مصطفى السهالوي الأنصاري اللكهنوي، (بروكلمان: 272).
5. حاشية على حاشية شرح المواق، عبد الحق بن الكابلي المالوي، (معارف العوارف: 238).
6. حاشية على حاشية المواقف، أحمد علي بن فتح الله الحسيني السنديلي، المتوفى سنة 1200هـ، طبع بالهند سنة 1303هـ، (معارف العوارف: 237).
7. حاشية على حاشية شرح المواقف، أمين الله بن سليم الله العظيم آبادي، المتوفى سنة 1233هـ، (نزهة الخواطر 7: 87).
8. حاشية على حاشية شرح المواقف، مبين بن محب الله اللكهنوي، المتوفى سنة 1225هـ، طبع دهلي(معجم المطبوعات العربية بالهند: 457).
9. حاشية على حاشية شرح المواقف، عبد العلي محمد بن نظام الدين محمد اللكنوي الهندي، المتوفى سنة 1225هـ، (هدية العارفين 1: 586).
10. حاشية على حاشية شرح المواقف، عبد العزيز شاه بن ولي الله الدهلوي، المتوفى سنة 1239هـ (بروكلمان 7: 272).
11. حاشية على حاشية المواقف، المولوي أحمد بن وحيد الحق البلهواري، المتوفى سنة 1252هـ(معارف العوارف: 238).
12. حاشية على حاشية المواقف، ظهور الله بن محمد ولي اللكهنوي، المتوفى سنة 1256هـ(نزهة الخواطر 7: 335، معارف العوارف: 238).
13. حاشية على حاشية المواقف، ولي الله بن حبيب اللكهنوي، المتوفى سنة 1270هـ، (نزهة الخواطر 7: 543، معارف العوارف: 238).
14. حاشية على حاشية المواقف، بشير الدين العثماني القنوجي، المتوفى سنة 1296هـ(نزهة الخواطر 7: 102).
15. حاشية على حاشية المواقف، محمد أكبر بن محمد شريف الدهلوي، (معارف العوارف: 237).
16. حاشية على حاشية المواقف، محمد عظيم بن كفاية الله الملانوسي (بروكلمان 7: 272).
17. حاشية على حاشية المواقف، محمد قاسم الأكبر آبادي، (معارف العوارف: 237).
18. تقريرات على حاشية محمد مير زاهد، محمد عبد الحق بن فضل الحق الخير آبادي العمري، المتوفى سنة 1316 هـ، (معارف العوارف: 238).
19. حاشية على حاشية مير زاهد، وحيد الزمان بن مسيح الزمان، المتوفى سنة 1338 هـ، (نزهة الخواطر 7: 516).
20. حاشية على شرح السيد، بهاء الدين محمد بن تاج الدين حسن الأصفهاني، المتوفى سنة 1133 هـ، (الذريعة 6: 137).
21. حاشية على شرح المواقف، أمان الله بن نور الله بن حسين البنارسي، المتوفى سنة 1133 هـ.
22. حاشية على شرح المواقف، شرف الدين الأعظمي اللكهنوي، المتوفى سنة 1136 هـ، (نزهة الخواطر 6: 106، معارف العوارف: 238).
23. حاشية على شرح المواقف، نور الله بن أحمد بن محمد بن صالح الأحمد آبادي، المتوفى سنة 1155 هـ، (هدية العارفين 1: 173).
24. حاشية على شرح السيد على المواقف، عبد القادر الراشدي القسنطيني الجزائري، المتوفى نحو سنة 1120 هـ، (الأعلام 4: 38).
25. حاشية على شرح السيد، أبو الحسن علي الونيسي، المتوفى سنة 1222 هـ، (كحالة 7: 259).
26. المعارف في حواشي شرح المواقف، محمد عبد الحي اللكنوي، المتوفى 1304 هـ، (معجم المطبوعات العربية بالهند: 445).

- ـ شرح المواقف، محمد بن حمزة بن محمد شمس الدين الفناري، المتوفى سنة 834 هـ، (الفوائد البهية: 166).
- ـ شرح المواقف، برهان الدين حيدر بن محمد بن إبراهيم الشيرازي الخوافي المعروف بالصدر الهروي، المتوفى سنة 854 هـ (هدية العارفين 1: 342).
- ـ شرح المواقف، علاء الدين علي بن محمد بن مسعود مصنفك، المتوفى سنة 875 هـ، (هدية العارفين 1: 735).
- ـ شرح المواقف، سنان الدين يعقوب باشا خضر خير الدين بن جلال الدين الرومي، المتوفى سنة 891 هـ، (هدية العارفين 2: 546).
- ـ شرح المواقف، مصلح الدين مصطفى بن يوسف بن صالح البرسوي الشهير بخواجه زاده، المتوفى سنة 893 هـ، (الفوائد البهية: 214).
- ـ شرح المواقف، مصلح الدين مصطفى الكستلي، المتوفى سنة 901 هـ، (فهرس برلين 2: 355).
- ـ شرح المواقف، لطف الله بن حسن التوقاني الرومي، المتوفى سنة 904 هـ، (بروكلمان: 273).
- ـ تخريج أحاديث شرح المواقف، عبد الرحمن بن أبي بكر السيوطي، المتوفى سنة 911 هـ، (كشف الظنون: 1893).
- ـ رسالة على تصريف الكلام من المواقف، جلال الدين محمد أسعد الدواني، المتوفى سنة 918 هـ، (كشف الظنون: 1893).
- ـ شرح المواقف، حكيم شاه محمد بن مبارك شاه الهروي القزويني، المتوفى سنة 928 هـ، (بروكلمان 7: 271).
- ـ شرح المواقف، افضلي حوالي سنة 930 هـ، بروكلمان 7: 273).
- ـ شرح المواقف، تاج الدين إبراهيم بن عبد الحميد الرومي، المتوفى سنة 973 هـ (هدية العارفين 1: 28).
- ـ شرح المواقف، وجيه الدين العلوي الكجراتي، المتوفى سنة 998 هـ، (الأعلام 8: 110).

وعلى هذا الشرح الحواشي الآتية:
1. حاشية على شرح العلوي، قطب الدين عبد الحليم السهالوي، (معارف العوارف: 237).
2. حاشية على شرح المواقف، أمان الله بن نور الله البنارسي، (معارف العوارف: 237).
3. حاشية على شرح المواقف، نور الله بن محمد صالح الكجراتي، (معارف العوارف: 237).
4. حاشية على المقدمة الثانية من المواقف، الملا صادق، (بروكلمان 7: 273).

- ـ شرح المواقف، يحيى بن علي بن نصوح نوعي، المتوفى سنة 1007 هـ، (فهرس برلين 2: 355).
- ـ شرح المواقف، مولوي بركات (منسوبا إلى الأمراء وحيد الدولة، المتوفى سنة 1184 هـ).
- ـ شرح المواقف، حسن بن إبراهيم بن حسن الجبرتي، المتوفى سنة 1188 هـ، (فهرس برلين 2: 355).
- ـ شرح المواقف، علي بن محمد النبيهي، دار الكتب المصرية أول 2: 12.

ومختصراته كالتالي:
- ـ جواهر الكلام، (مختصر المواقف)، لعضد الدين الإيجي، المتوفى سنة 756 هـ، وفيه شروح:

1. شرح جواهر الكلام، علي بن محمد البخاري المعروف بالعلاء التنبيهي، المتوفى سنة 770 هـ، (بروكلمان 7: 274).
2. شرح جواهر الكلام للعضد، أبو عبد الله محمد بن يوسف السنوسي الحسني التلمساني، المتوفى سنة 895 هـ، (شجرة النور: 266).
3. شرح الجواهر، شمس الدين محمد الفناري، (كشف الظنون: 1894).
4. شرح جواهر الكلام، إبراهيم بن مصطفى بن إبراهيم الحلبي أبو الصفاء الحنفي، المتوفى سنة 1190 هـ، (هدية العارفين 1: 39).

- ـ مختصر المواقف، محمد بن محمد الأماسي الرومي المعروف بيسكو كويلي زاده، المتوفى سنة 1187 هـ، (هدية العارفين 2: 340).
- ـ مختصر المواقف، لطف الله محمد الأرضرومي، المتوفى سنة 1202 هـ، (هدية العارفين 1: 840).
- ـ شرح جواهر الكلام، عبد الرحمن بن يوسف الفاسي، المتوفى سنة 1078 هـ، (هدية العارفين 1: 549).
- ـ وكتاب تخريج أحاديث شرح المواقف في علم الكلام، لأبي الفضل جلال الدين عبد الرحمن بن أبي بكر السيوطي، دار المعرفة، 1986م.[4]

## أقوال العلماء في الكتاب
- قال الشريف الجرجاني في وصفه: «ومما صنف فيه من الكتب المنقّحة المعتبرة، وألّف فيه من الزبر المهذبة المحررة، كتاب المواقف الذي احتوى من أصوله وقواعده على أهمها وأولادها، ومن شعبه وفوائده على ألطفها وأسناها، ومن دلائله العقلية على أعمدها وأجلاها، ومن شواهده النقلية على أفيدها وأجداها، كيف لا، وقد انطوا على خلاصة أبكار الأفكار، وزبدة نهاية العقول والأظار، ومحصل ما لخصه لسان التحقيق، وملخّص ما حرّره بنان التدقيق، في ضمن عباراتٍ رائقة معجزة، واشارات شائقة موجزة، فصار بذلك في الاشتهار كالشمس في رابعة النهار، واستمال بصائر أولي الأبصار، من أذكياء الأمصار والأقطار...»
- وقال الشوكاني في ترجمته للإمام الإيجي: «له المواقف في علم الكلام ومقدّماته، وهو كتاب يقصر عنه الوصف، لا يستغني عنه من رام تحقيق الفن.»[5]
- وقال شيخ الإسلام محمد الطاهر بن عاشور في تفسيره التحرير والتنوير: «...ولا يشكل أن يأمرهم موسى بإلقاء السحر بأنه أمر بمعصية لأن القوم كانوا كافرين والكافر غير مخاطب بالشرائع الإلهية، ولأن المقصود من الأمر بإلقائه إظهار بطلانه فذلك بمنزلة تقرير شبهة الملحد ممن يتصدى لإبطالها بعد تقريرها مثل طريقة عضد الدين الإيجي في كتابه المواقف.»[6]